# Eschauzier Cup

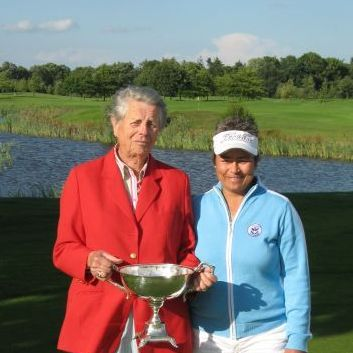
Annelies Eschauzier feliciteert Mette Hageman met de overwinning van haar team in 2008.

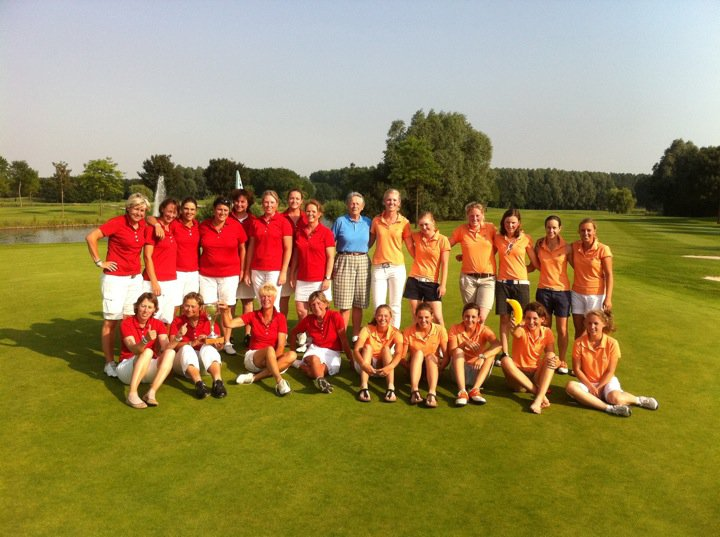
De teams van 2011
Foto: Mette Hageman

Om de Eschauzier Cup wordt in Nederland sinds 2005 jaarlijks een golfwedstrijd gespeeld door twee damesteams: een team met professionals en een team van amateurs.
De Cup is in 2005 voor het eerst gespeeld. Hij is vernoemd naar Annelies Eschauzier, veelvuldig golfkampioene van Nederland en een van de beste Nederlandse golfsters ooit. Ze heeft ook veel gedaan voor de ontwikkeling van damesgolf in Nederland en is in 1975 erelid van de NGF geworden. De zilveren beker uit 1909 van het Internationale Dameskampioenschap van Nederland wordt als Eschauzier Cup gebruikt.
Het initiatief voor de wedstrijd kwam van Marjan de Boer, die sinds 2002 bestuurslid was bij de PGA en voorzitter van de dames professionals. In 2005 waren er 35 dames-professionals in Nederland, en was er behoefte aan meer onderlinge competitie en meer contact. Zo werd het idee geboren om de Eschauzier Cup te organiseren.

## Formule
De wedstrijd duurt twee dagen, en er wordt matchplay gespeeld. Er spelen twee teams, de captains zijn de finalisten van de NK Matchplay. Er wordt, net als bij de Ryder Cup en de Solheim Cup, in verschillende wedstrijdformules gespeeld. De eerste dag bestaat uit 18 holes foursomes, 's middags wordt er een Pro-Am gespeeld. De tweede dag begint met 18 holes foursomes en eindigt met 18 holes singles. Bij de singles wordt in vierballen gestart waarbij teamgenoten elkaar mogen helpen met adviezen en strategie.

## Uitslagen
| Jaar | Baan                           | Winnaars          | Captain               |
| ---- | ------------------------------ | ----------------- | --------------------- |
| 2005 | Utrechtse Golfclub Amelisweerd | NGF met 15 - 5    | Annemieke de Goederen |
| 2006 | Utrechtse Golfclub Amelisweerd | NGF met 10½ - 7½  |                       |
| 2007 | Goyer Golf & Country Club      | NGF met 12½ - 7½  | Marjet van der Graaff |
| 2008 | Twentsche Golfclub             | PGA met 12½ - 7½  | Mette Hageman         |
| 2009 | Golfclub Dorhout Mees          | NGF met 17 - 3    | Chrisje de Vries      |
| 2010 | Golf & Country Club Crossmoor  | NGF met 16 - 4    |                       |
| 2011 | Golf Club BurgGolf Purmerend   | PGA met 12½ - 11½ | Mette Hageman         |
| 2012 | Keppelse Golfclub              | NGF met 19 - 4    |                       |
| 2013 | Keppelse Golfclub              | NGF met 20-3      |                       |
| 2014 | Keppelse Golfclub              | NGF-PGA 8 - 8     | Barbara van Strien    |
| 2015 | Keppelse Golfclub              | NGF met 13½ - 2½  |                       |
| 2016 |                                |                   |                       |
| 2017 |                                |                   |                       |
| 2018 |                                |                   |                       |
| 2019 |                                |                   |                       |
| 2020 | niet gespeeld i.v.m. Covid-19  |                   |                       |
| 2021 | Keppelse Golfclub              | NGF met 8½ - 7½   |                       |

## Teams
In de teams speelden onder meer:
- 2009: Het winnende NGF team bestond uit de dames van het ELTK-team: Myrte Eikenaar, Caroline Karsten, Maaike Naafs, Marieke Nivard, Chrisje de Vries (captain), Karlijn Zaanen en de 'girls' (onder 21 jaar) Karin Jansen, Celine Kortekaas, Krista Bakker en Ileen Domela.
- 2010: NGF team: Anne van Dam, Myrte Eikenaar, Karin Jansen, Marieke Nivard, Chrisje de Vries
- 2011: PGA team: Marjan de Boer, Marcella vd Bom, Rica Comstock, Sandra Eggermont, Annemieke de Goederen, Marjet van der Graaff, Margareta Gram, Mariette de Groot, Mette Hageman, Corina de Jongh, Chrisje de Vries en Liz Weima
NGF team: Krista Bakker, Giulia vd Berg, Elise Boehmer, Tessa de Bruijn, Anne van Dam, Myrte Eikenaar, Diantha Naafs, Michelle Naafs, Ileen Domela Nieuwenhuis, Lois Schoof, Floor Sinke en Dewi Weber
- 2012: PGA team: Marjan de Boer, Marcella vd Bom, Rita Comstock, Jacqueline Dijkstra, Vhari Eerdmans, Sandra Eggermont, Annemieke de Goederen, Sandy van Griensven, Corina de Jong, Marieke Zelsman. Marjan de Boer maakte een hole-in-one op hole 12.
NGF team: Silke van Abswoude, van Daal, Anne van Dam, Haarman, Jansen, Naafs, Domela Nieuwenhuis, Michelle Naafs, Britt Steeghs, Karlijn Zaanen (geen 12de speelster)
- 2013: alleen Sandra Eggermont en Sandy van Griensven wonnen hun singles.
- 2014: PGA team: Vhari Carruthers, Marjet van der Graaff, Annemieke de Goederen, Sandy van Griensven, Mette Hageman, Corina de Jong, Jacqueline Kooiman, Chrisje de Vries
- 2015:
- 2016:
- 2017:
- 2018:
- 2019:
- 2020: niet gespeeld i.v.m. Covid-19
- 2021: PGA team: Mette Hageman, Vhari Carruthers, Marjan de Boer, Corina de Jong, Carolien Driessen, Ashley Bergwerff, Marcella van de Bom, Marieke Zelsman. NGF team: Marieke Ebens, Irisa Kasirin, Ari Shin, Yfke Vos, Sofie Nooij, Daphne Haemers, Floor Rahusen, Stacey van der Vliet